# Point Reyes
Point Reyes is een prominente kaap aan de Stille Oceaankust van de Amerikaanse staat Californië. De kaap bevindt zich in Marin County, zo'n 50 km ten noordwesten van de grootstad San Francisco.
Met Point Reyes wordt ook wel het schiereiland Point Reyes (Engels: Point Reyes Peninsula) bedoeld, een gebied dat wordt afgebakend door de Tomales Bay in het noordoosten en de Bolinas Lagoon in het zuidoosten. Aan de zuidkant ligt Drakes Bay. Het gehele schiereiland is federaal beschermd als de Point Reyes National Seashore. De streek is een van de toeristische trekpleisters van Noord-Californië en staat bekend als een relatief desolaat wandelgebied. Daarnaast doet men er veel aan zeekajakken en vogelen.